# Beechwood (mansión Astor)
Beechwood es una mansión y finca de la Gilded Age ubicada en 580 Bellevue Avenue en la ciudad de Newport, en la costa del estado de Rhode Island (Estados Unidos). Es conocida por haber sido propiedad de la familia Astor. Parte del distrito histórico de Bellevue Avenue, fue construida entre 1852 y 1853 y diseñada en estilo italianizante por Andrew Jackson Downing y Calvert Vaux. Richard Morris Hunt renovó la finca en 1881 después de que fuese comprada el año anterior por William Backhouse Astor, Jr..

## Historia
Beechwood fue construida como una villa marítima para el neoyorquino Daniel Parish, un comerciante de ropa cuyas operaciones se extendían a las ciudades del sur. Siendo sobrino de Thomas Powell, un magnate de los barcos de vapor de Newburgh, Nueva York, Parish encargó el diseño a Andrew Jackson Downing y Calvert Vaux, cuya oficina tenía su sede allí. El viaje de Downing para visitar el sitio de construcción con Parish en julio de 1852 nunca ocurrió; murió en un accidente de barco de vapor antes de llegar a Nueva York. Vaux completó la casa en 1853 con un "espíritu palladiano" y la publicó en su libro Villas and Cottages (1857). Después de un incendio en 1855, fue reconstruida en 1856 sobre la base de los planos originales; Vaux supervisó la construcción.
En 1880, William Backhouse Astor, Jr. compró Beechwood por 190 941 dólares. Se había casado con Caroline Webster Schermerhorn, quien sería conocida como "la señora Astor ". Entre 1888 y 1890, la señora Astor contrató al arquitecto Richard Morris Hunt para hacer muchas renovaciones, incluida la adición de un gran salón de baile para adaptarse al famoso elitista grupo social de "los Cuatrocientos" que ella lideraba. La casa también cuenta con una biblioteca, un comedor y una sala de música con papel pintado importado de París. Beechwood se convirtió en el sitio de muchos de sus bailes y recepciones.
Cuando la señora Astor murió en 1908, Beechwood quedó en manos de su hijo, John Jacob Astor IV, quien se casó con su segunda esposa Madeleine en su famoso salón de baile en 1911. Después de la muerte de John en el naufragio del Titanic en 1912, pasó a su hijo Vincent (habido con su primera esposa, Ava). Vincent luego alquiló la casa a Robert R. Young, un financiero de Nueva York.
En 1940, Allene Tew y su quinto marido, el conde Pavel de Kotzebue, compraron Beechwood a Vincent Astor. En el transcurso de las siguientes cuatro décadas, la casa fue propiedad sucesivamente de James Cameron Clark, Gurnee Dyer, William W. Carey, John Page-Blair y Richard Merrill.

### Propiedad de Paul Madden
En 1981, Beechwood fue comprada por Paul M. Madden de Beverly Farms, Massachusetts, quien se había graduado recientemente de la Escuela Nacional de Cine y Televisión en el Reino Unido. Realizó amplias renovaciones, incluida una nueva entrada principal a Bellevue Avenue.
Junto con los Departamentos de Historia y Drama de la Universidad de Rhode Island, fundó la "Beechwood Theatre Company", que realizó recorridos teatrales en vivo por la mansión para más de un millón de visitantes, ya que en 1981, Paul Madden reabrió la casa renovada con 20 actores disfrazados que fueron entrenados para permanecer en el personaje mientras desempeñaban todos los roles de una casa victoriana, incluidos mayordomos, lacayos, criadas y porteros. El recorrido era amenizado por estos actores que retrataban la vida cotidiana de quienes habitaban, corrían y cuidaban la finca. Durante su tiempo como atracción turística, la finca se publicitó como "Astors 'Beechwood Mansion".
Durante los meses fuera de temporada (febrero a mayo), los actores desempeñaban papeles como "sirvientes" de los Astor y ofrecían recorridos por la finca vestidos y actuando como si fuera 1891. Los visitantes eran tratados como si fueran "solicitantes" de trabajos de verano en la propiedad al personal de los Astor, y "solicitaban" cualquier trabajo que desearan. Los puestos del personal incluían jardinero, lacayo, mayordomo, chef, criada y muchos otros. Durante los meses de verano, cuando la supuesta "familia Astor" vivía en la mansión, los actores interpretaban papeles como miembros de la familia Astor y ofrecían recorridos a los invitados mostrándoles "su" residencia.
El recorrido incluía los dos lados de la casa: primero, el lado de la familia donde vivían los Astor, y segundo, el lado de los sirvientes, que incluía cocinas y cuartos de servicio, así como un área para que vivieran los niños. Los hijos de la familia Astor convivían con los sirvientes hasta los 17 años, cuando eran considerados adultos y plenamente preparados para las funciones sociales. Los hijos de la familia se casaron rápidamente a la edad de 18 años, o lo antes posible después de cumplir los 18.
Durante la década de 1980, Paul Madden organizó muchos de los eventos sociales más notables de Newport en Beechwood. Los eventos incluyeron una recreación del "baile de los Cuatrocientos" de la señora Astor para la presidenta honoraria Mary Jaqueline Astor, una cena con baile para el vicepresidente y Barbara Bush el 14 de agosto de 1981, una cena en honor de Miguel de Kent y María Cristina de Reibnitz para el equipo de la Copa América Británica, y una cena con baile para John Spencer-Churchill en nombre de la Unión de Habla Inglesa.
En 1983, el British America's Cup Challenge Ball se llevó a cabo en honor a Andrés de York. Fue el evento más lujoso de la America's Cup ese año, con una cena para mil invitados y entretenimiento que incluyó a la Banda del Regimiento de la Guardia Irlandesa de Su Majestad, así como a la banda de Peter Duchin.

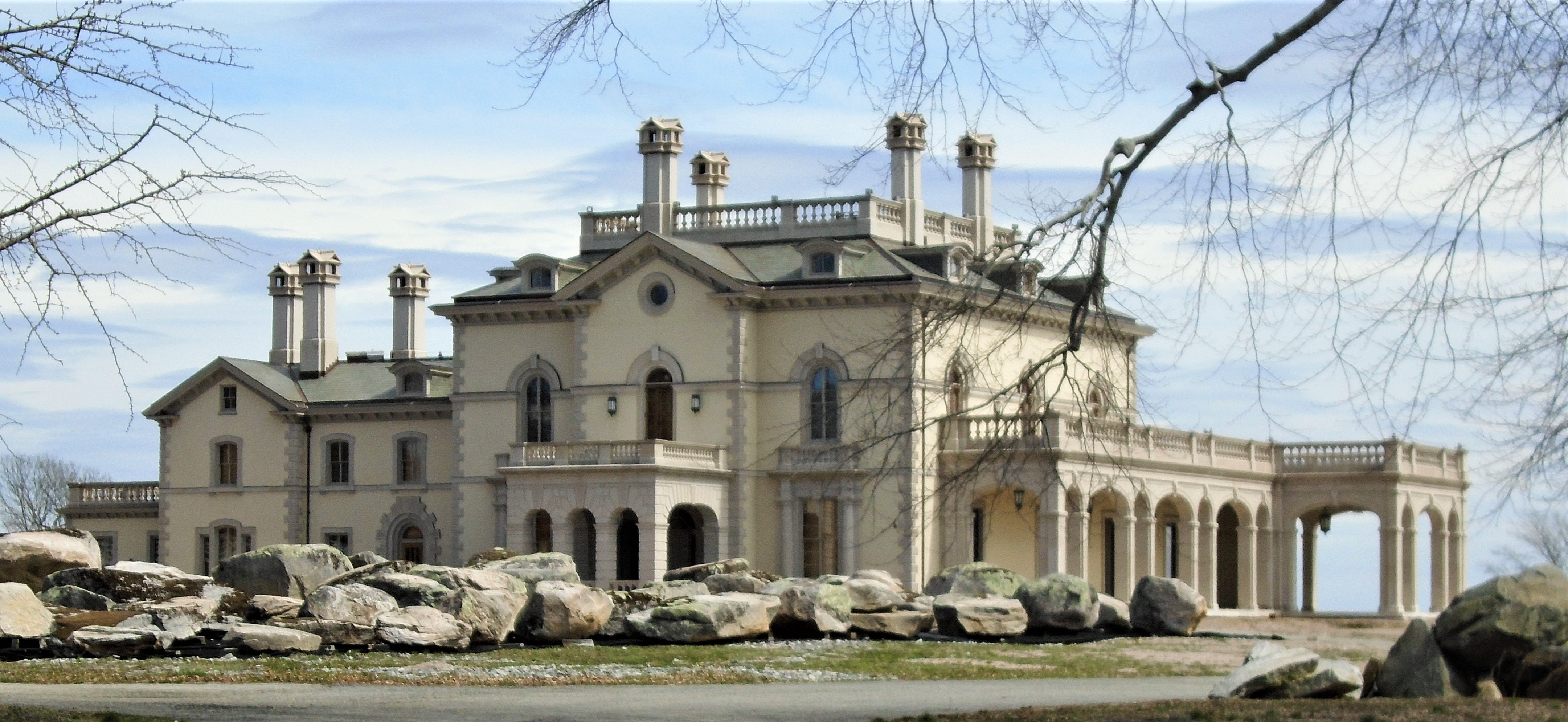
Beechwood en 2021.

### Propiedad de Larry Ellison
En enero de 2010, la Beechwood Theatre Company se reorganizó como la Marley Bridges Theatre Company en el marco de la Organización 501(c)(3) Beechwood Foundation y Larry Ellison, cofundador de Oracle Corporation, compró la finca Beechwood por 10,5 millones de dólares. Ellison, quien estuvo en Newport durante el verano de 2009 para entrenar con su equipo BMW Oracle Racing, está vinculado a una escritura presentada en el Ayuntamiento que documenta la venta por 10,5 millones de dólares de la mansión de 39 habitaciones. Según los informes, Ellison gastó más de 100 millones de dólares para restaurar la mansión y los otros edificios de la finca a la condición en que Richard Morris Hunt los creó en 1881, aunque en agosto de 2018 no se había iniciado todavía el paisajismo del terreno.
A partir de 2012, Ellison planeó convertir el primer piso de la mansión en el "Museo de Arte Beechwood", que muestra su colección de arte de los siglos XVIII y XIX. En diciembre de 2017, Beechwood recibió un certificado de ocupación permanente. En febrero de 2019, se informó de que Ellison compró la casa Seacliff en 562 Bellevue Avenue (por 11 millones), "dándole así la propiedad de las cuatro propiedades entre Rosecliff y Marble House", que reunió la propiedad original de 9 acres que William B. Astor Jr. había creado en 1881.

## En la cultura popular
Beechwood apareció en un episodio de la segunda temporada de Ghost Hunters, en el que el equipo de TAPS investigó las afirmaciones de supuesta actividad paranormal.